# Стульневе (селище)
Стульневе — селище в Україні, у Чернігівській селищній громаді Бердянського району Запорізької області. До 2016 року орган місцевого самоврядування — Стульневська сільська рада.

## Географія
Селище Стульневе розташоване за 3 км від лівого берега річки Токмак, на відстані 1,5 км від села Кам'янка, за 16 км від адміністративного центру селищної громади центру смт Чернігівка, на захід від неї. Через селище пролягають автошлях територіального значення Т 0813 та залізнична лінія Федорівка — Комиш-Зоря, на якій розташована однойменна залізнична станція Стульневе.

## Історія

### XXстоліття
Селище виникло як залізнична станція Вальдгейм (вальд — ліс, гейм — дім, вогнище) у 1914 році в період відкриття залізничної лінії Комиш-Зоря — Федорівка, яку було збудовано на кошти німців-менонітів. Назва походить від найближчої менонітської колонії — Вальдгейм (Владівка). Щодо місця розташування залізничної станції, жителі навколишніх українських сіл мають таку версію: за планом станція повинна була збудуватись навпроти с. Стульневе, але капіталіст Г. Нейфельд з Вальдгейму підкупив інженерів, щоб вони збудували станцію навпроти його млину у Вальдгеймі, щоб скоротити відстань до станції, куди вивозилось борошно.
З початком Першої світової війни, наприкінці 1914 року, станцію було перейменовано, як і всі німецькі села, і вона отримала назву найближнього українського села Стульневе.
7 (20) листопада 1917 року, відповідно до Третього Універсалу Української Центральної Ради, увійшло до складу Української Народної Республіки.
У період воєнних дій через станцію пересувались війська і військові вантажі. В буремні роки громадянської війни на станції перебували Нестор Махно, денікінці, врангелівці, кайзерівські війська, червоноармійці. Звідси меноніти емігрували до Америки, у 1920 році під час боїв військ Врангеля і кіннотників Д. Жлоби, бронепоїзди зі станції обстрілювали з гармат у селі Вальдгейм. На станції були будинки вокзалу, вантажної станції та пошги.
З 1928 року на станції утворюється Стульневська нафтобаза, яка повинна була забезпечувати сільгоспвиробників паливно-мастильними матеріалами. З цієї ж станції більшовики відправляли відібраний у селян хліб до Росії, для цього було створено Стульневське заготзерно. Працювали на цих підприємствах жителі навколишніх сіл.
Під час німецько-радянської війни станція використовувалась за призначенням. Під час відступу радянських військ приміщення вокзалу було підірване.
У 1943 році, після звільнення селища, почали наділяти землю для заселення по 0,3 га, тут оселяються сім'ї Левицьких, Кисляк, Гришунів, Логвиненків тощо.
Працюють пошта, крамниці, заготзерно, овочева перевалка, нафтобаза, залізнична станція. Селище набуває привабливого виду.

### У Незалежній Україні
Станом на 2003 рік в селищі працюють пошта, нафтобаза, Стульневський ХПП, залізнична станція, дві крамниці.
12 червня 2020 року, відповідно до розпорядження Кабінету Міністрів України № 713-р «Про визначення адміністративних центрів та затвердження територій територіальних громад Запорізької області», Стульневська сільська рада об'єднана з Чернігівською селищною громадою.
17 липня 2020 року, в результаті адміністративно-територіальної реформи та  ліквідації Чернігівського району, селище увійшло до складу Бердянського району.
24 лютого 2022 року, під час російського вторгнення в Україну, селище тимчасово окуповане російськими військами.

## Населення
Населення станом на 1 січня 2015 року складало 211 осіб.

### Мова
Розподіл населення за рідною мовою за даними перепису 2001 року:
| Мова       | Кількість | Відсоток |
| ---------- | --------- | -------- |
| українська | 214       | 92.64%   |
| російська  | 17        | 7.36%    |
| Усього     | 231       | 100%     |